# 4e Legerkorps (Verenigde Staten)

Insigne van het Amerikaanse 4e Legerkorps

Het Amerikaanse 4e Legerkorps (Engels: US IV Corps) was een legerkorps van de United States Army tijdens de Tweede Wereldoorlog.

## Geschiedenis
Het 4e Legerkorps werd 20 oktober 1939 opgericht en bleef tot maart 1944 in de Verenigde Staten.  
In de zomer van 1944 verving het 4e Legerkorps het 6e Legerkorps in het 5e Leger. Oorspronkelijk bestond het 4e Legerkorps uit de 1e Pantserdivisie en de Zuid-Afrikaanse 6e Infanteriedivisie. Ze werden in november versterkt met de 1e Braziliaanse Divisie, in februari 1945 met de Amerikaanse 10e Bergdivisie en in april 1945 met de 85e Infanteriedivisie. 
Het 4e Legerkorps was onder bevel van luitenant-generaal Willis D. Crittenberger betrokken bij de Italiaanse Veldtocht. Het rukte in de zomer van 1944 op richting de rivier de Arno en speelde een kleine rol bij de doorbraak van de Gotische Linie.  
In de lente van 1945 nam het 4e Legerkorps deel aan het Lenteoffensief. Ze staken de Apennijnen over en omsingelden samen met het Britse Achtste Leger de Duitse Tiende en Veertiende Legers die Bologna verdedigden. Het 4e Legerkorps stootte daarna door richting Verona en Brescia.
Op 13 oktober 1945 werd het 4e Legerkorps ontbonden.